# Iglesia de San Blas (Quito)
La Iglesia de San Blas es un templo católico ubicado en el extremo norte del Centro Histórico de Quito, sobre un promontorio que domina la plaza del mismo nombre, junto al Parque La Alameda. Fue fundada en 1568.

## Historia

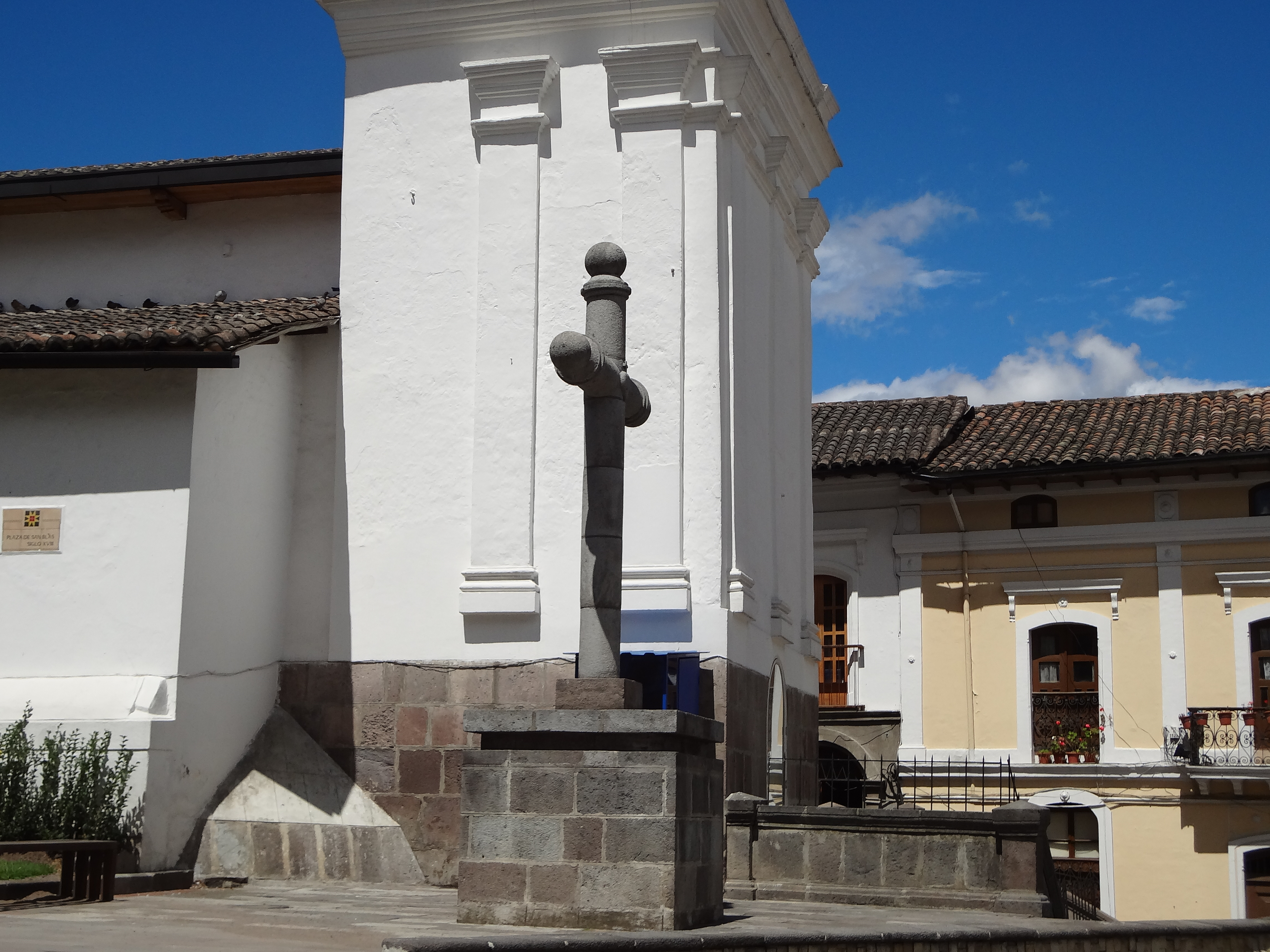
Cruz de piedra e iglesia, vistas desde la Plaza de San Blas

Pocas décadas después de fundada la ciudad de Quito, se establecieron las primeras parroquias. Entre las más antiguas está la parroquia de San Blas, que fue fundada el 17 de octubre de 1568 en la periferia norte de la ciudad. Ese mismo año se fundó su iglesia la cual, siguiendo el modelo de las iglesias parroquiales de entonces poseía muros de tapia y techo de paja, así como un pequeño cementerio adjunto

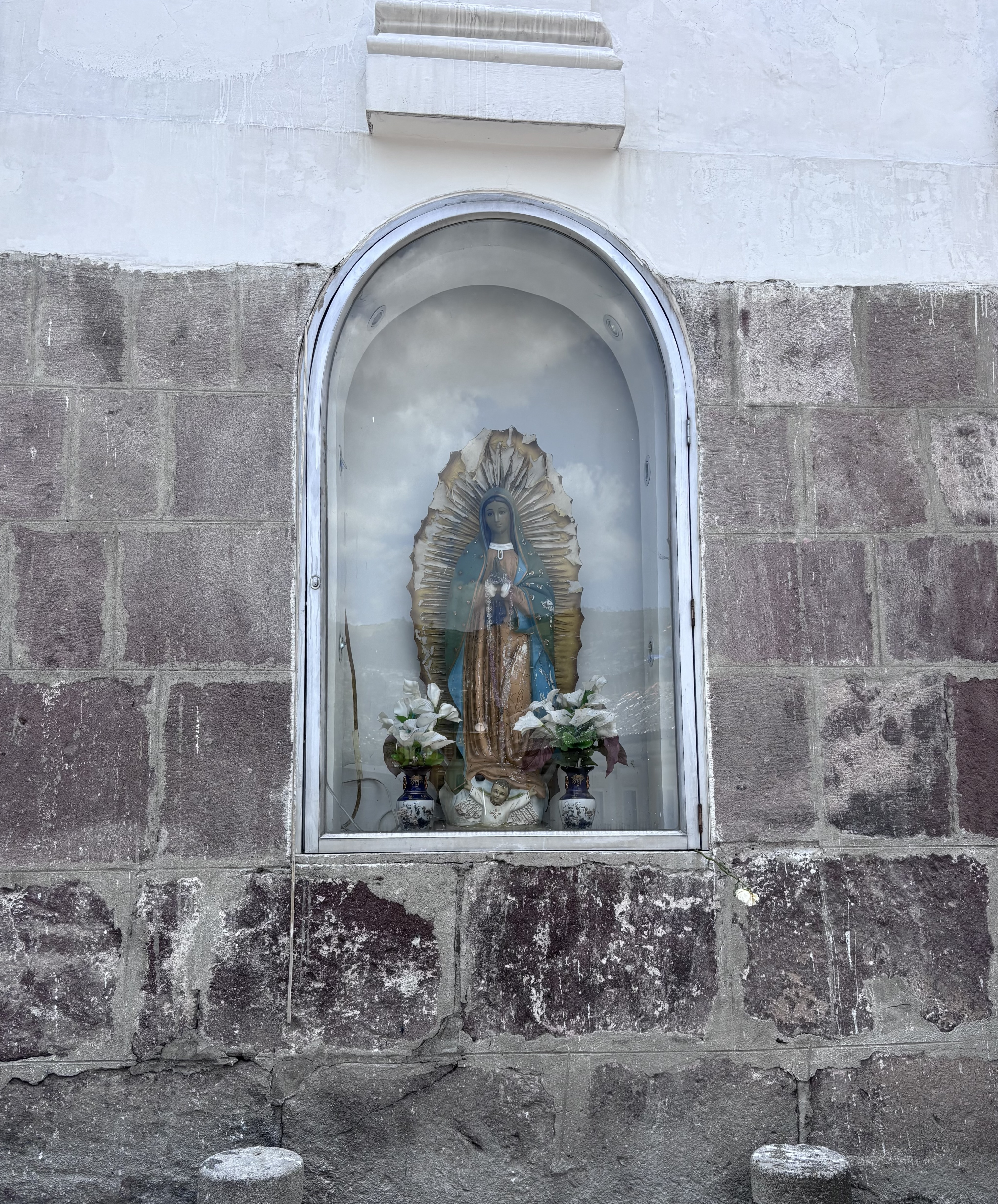
Imagen de la Virgen al pie de la torre.

Como ocurría con otras parroquias, tanto la iglesia como el cementerio estaban destinados a las poblaciones indígenas del lugar. En consecuencia, sus párrocos debían manejar el quichua Un ejemplo de ello es el párroco Diego Lobato, quien fue el primer sacerdote mestizo de la ciudad.
Debido a su ubicación estratégica a las afueras de la ciudad virreinal de Quito, sobre la vía que la conectaba con las poblaciones de Guápulo, Esmeraldas y la Amazonía, la parroquia se volvió un importante nudo comercial Para 1694, San Blas se había convertido en una de las parroquias con más pulperías de la ciudad Incluso, en 1906 se construyó un mercado formal en la plaza de la iglesiallamado Mercado Barato que existió hasta mediados del siglo XX cuando un incendió obligó a cerrarlo
El cementerio adjunto fue cerrado a principios del siglo XX.

## Descripción
Es una iglesia parroquial sencilla compuesta de una sola nave. El pórtico de piedra exhibe un frontón que descansa sobre dos columnas con capiteles de estilo corintio. La torre está compuesta por dos cuerpos, en el superior se encuentran las campanas. La torre está rematada con una pirámide cubierta de tejuelos vitrificados.

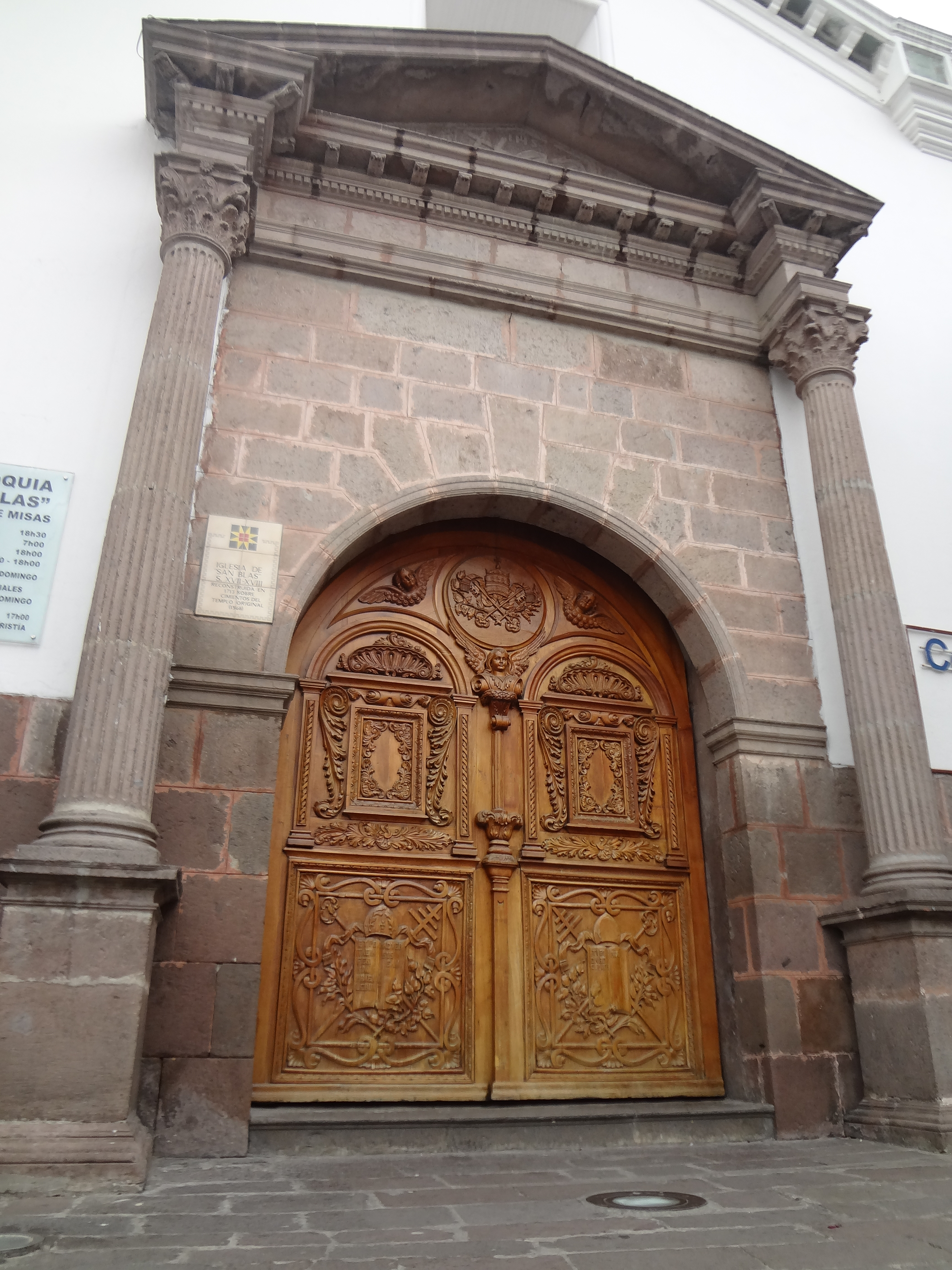
Pórtico de piedra
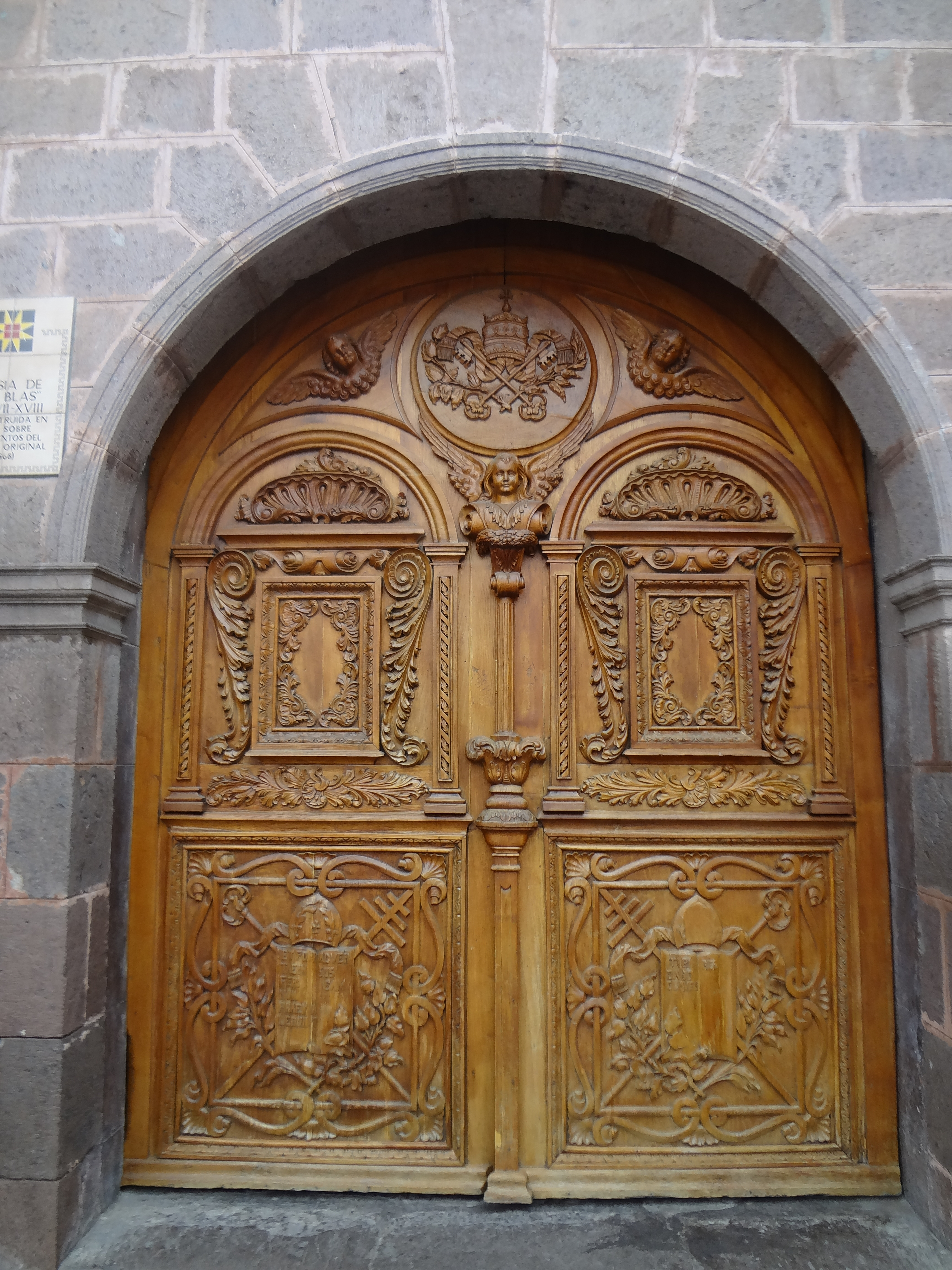
Portón de madera
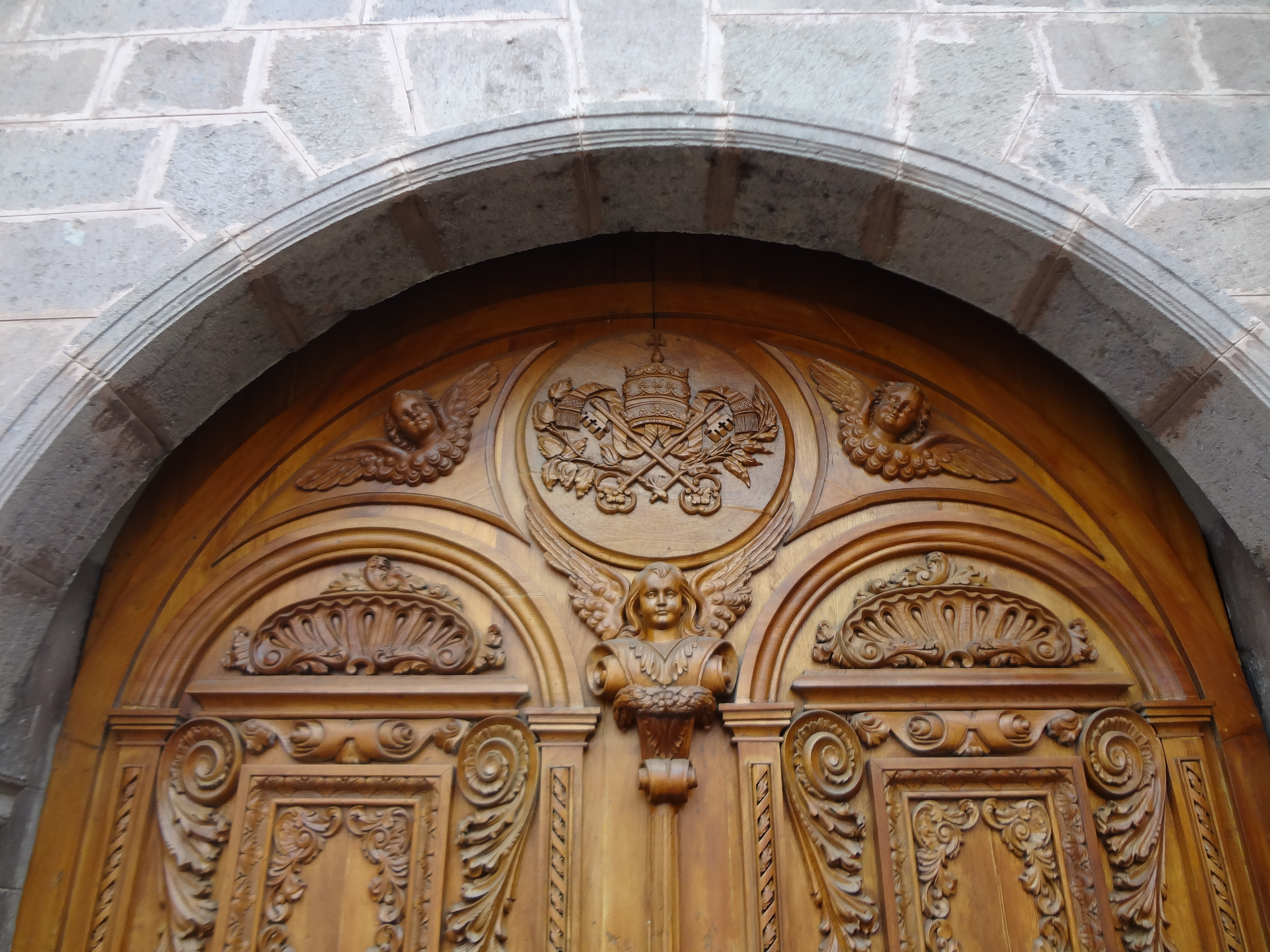
Portón, detalle
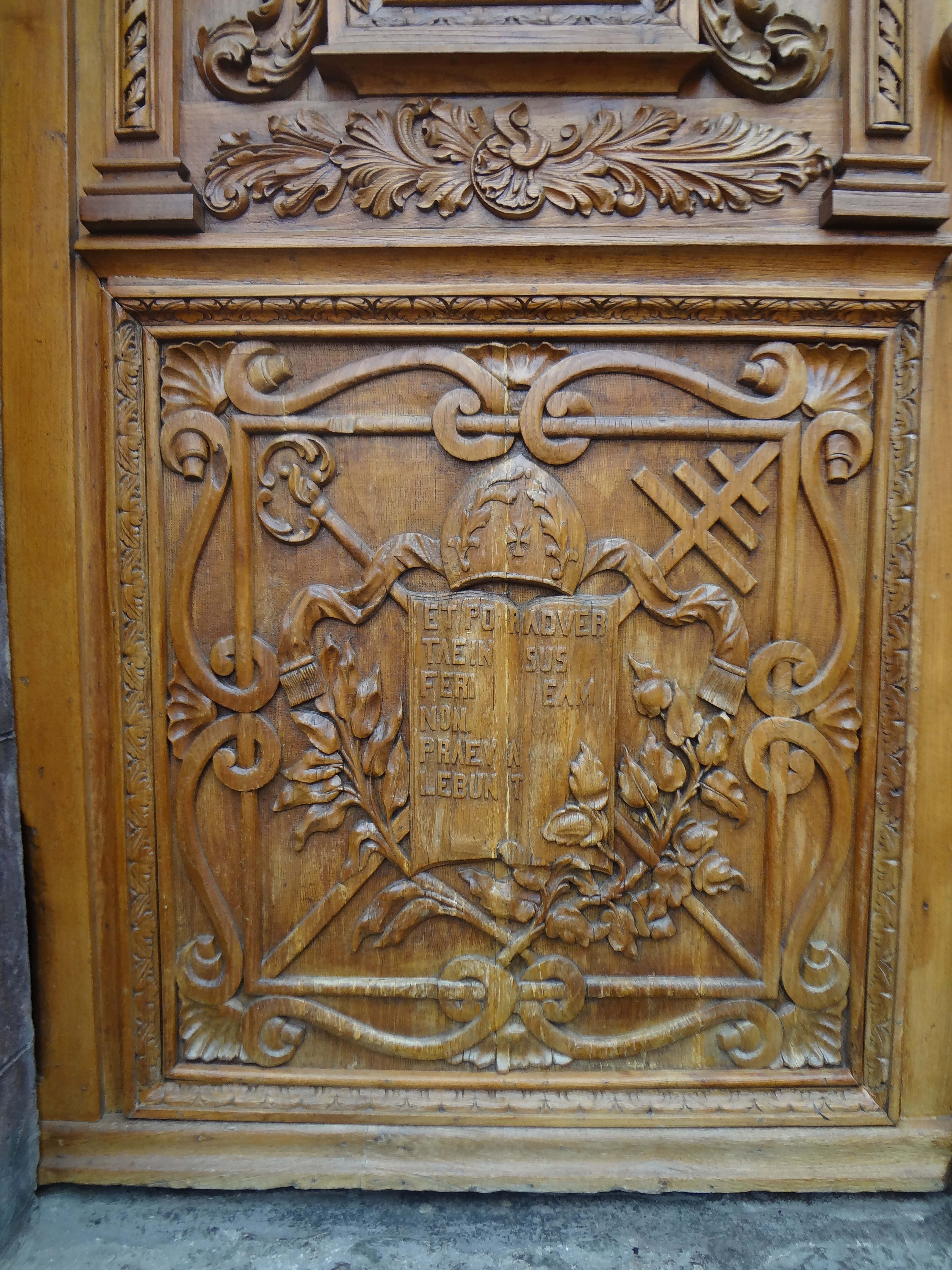
Portón, detalle
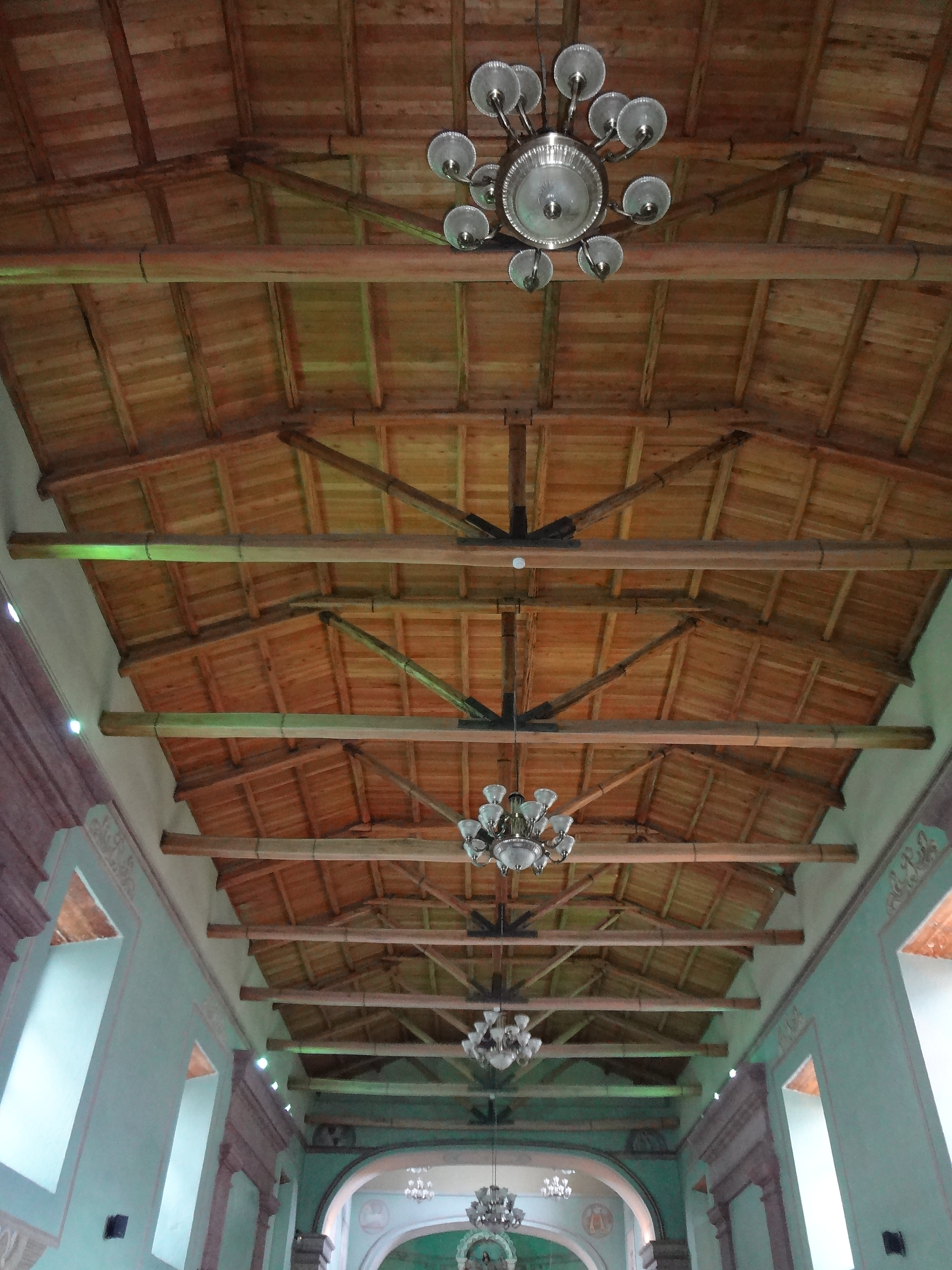
Techumbre
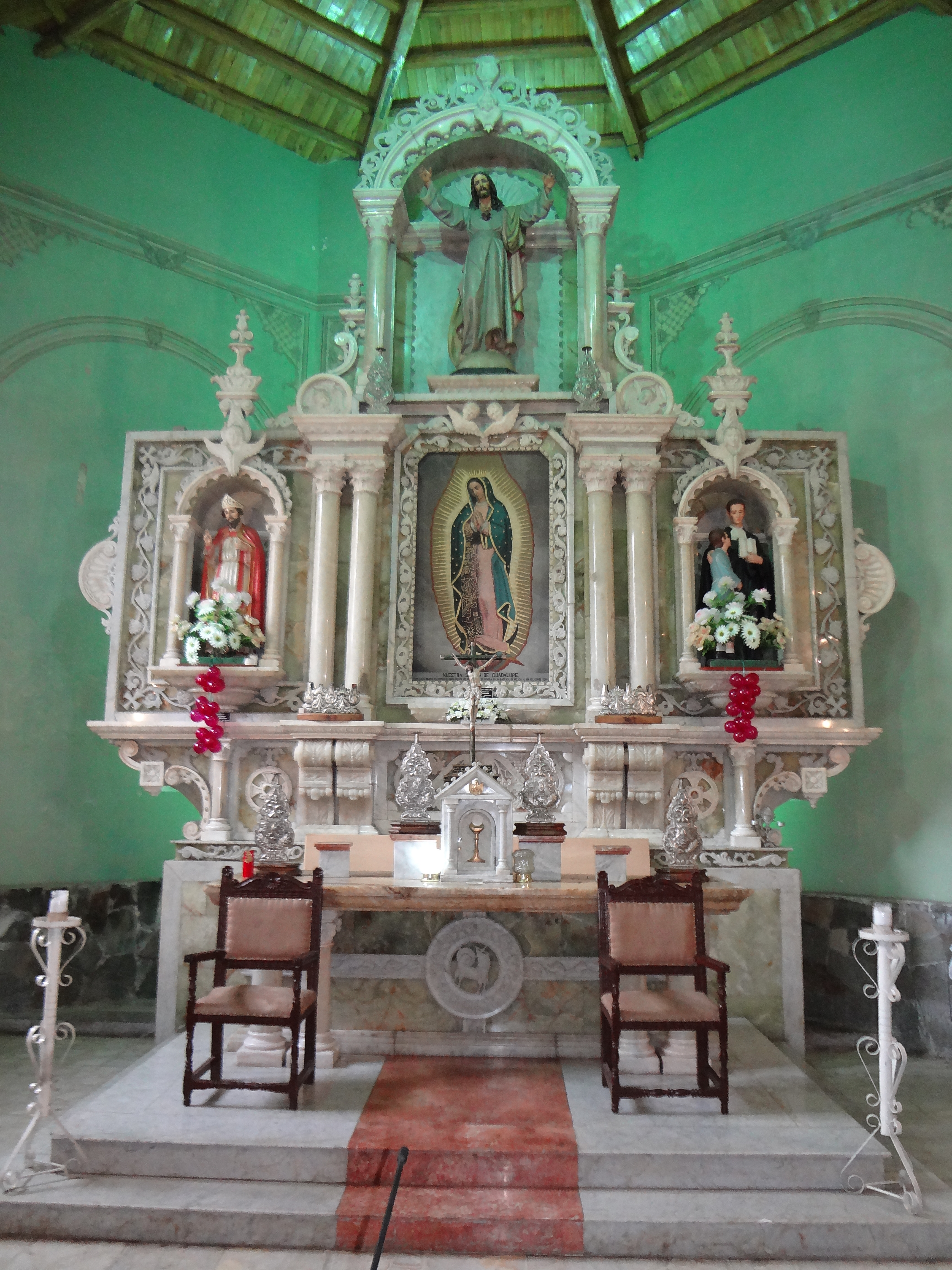
Altar mayor
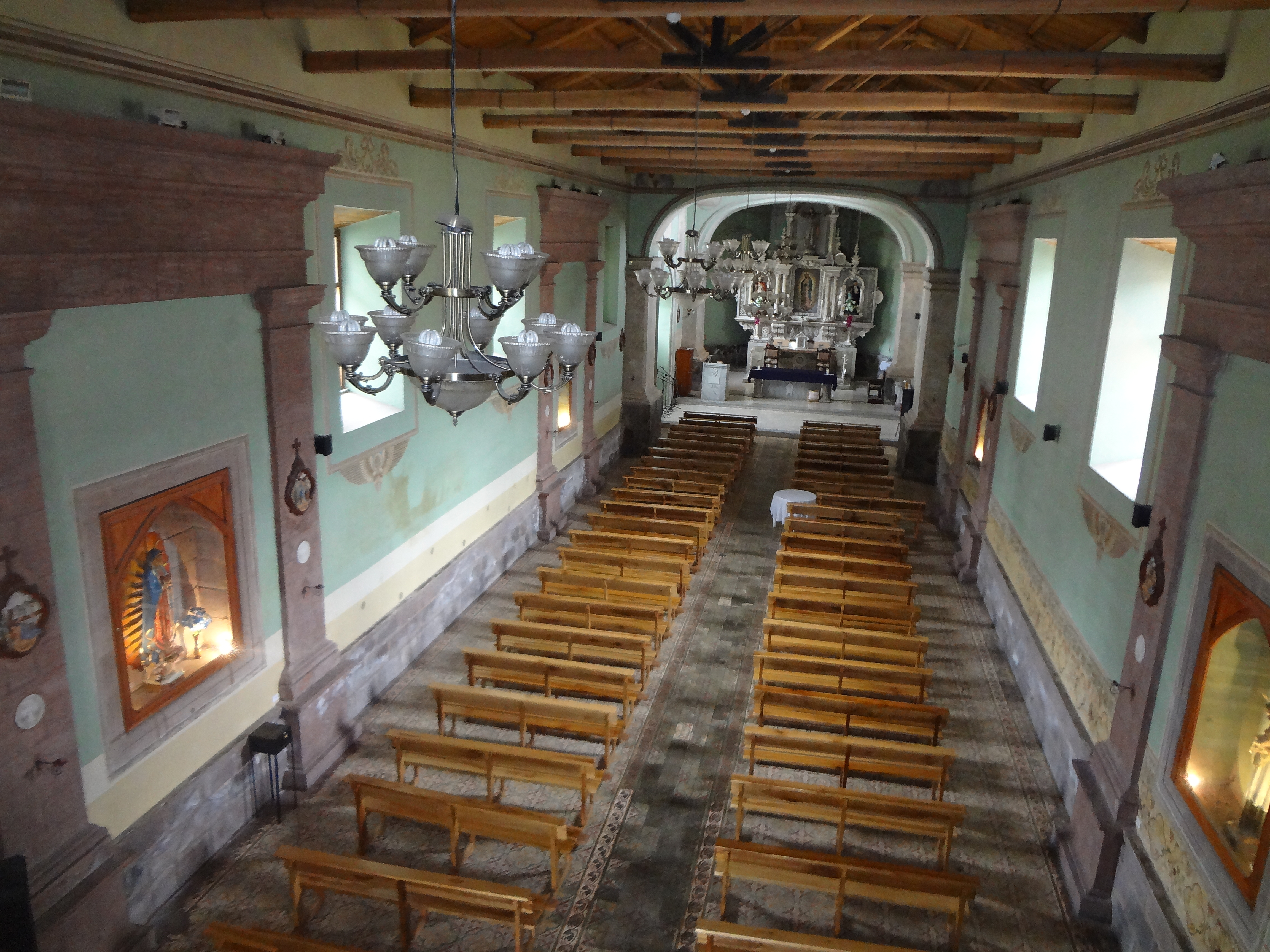
Nave única, vista desde el coro alto
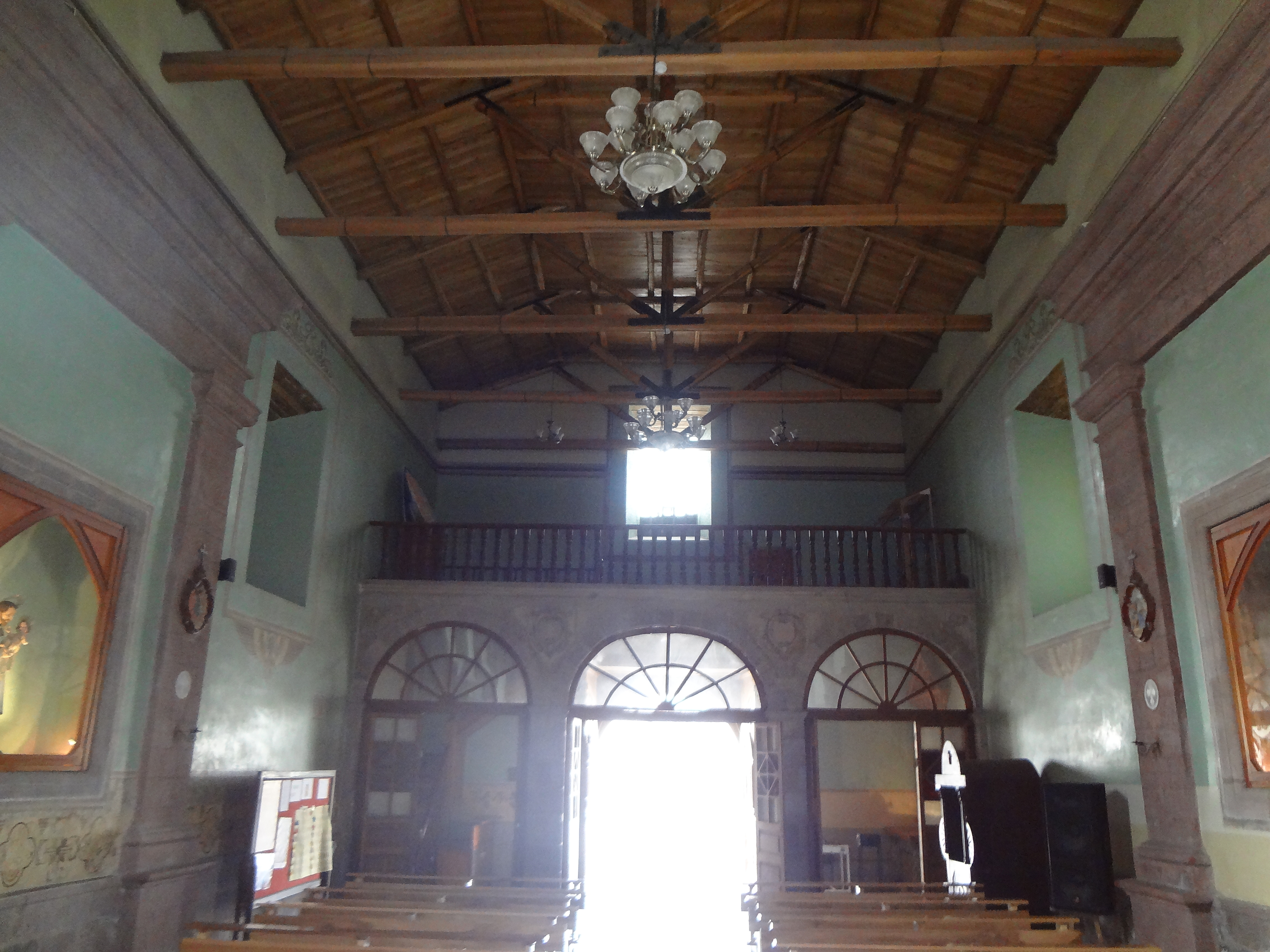
Coro alto